# Музей історії Михайлівського Золотоверхого монастиря
Музей історії Михайлівського Золотоверхого монастиря — музей, заснований в червні 1998 року на території Михайлівського Золотоверхого монастиря, який на той час відновлювався. Розташований у дзвіниці та прилеглому корпусі (Варваринські келії).

## Фонди

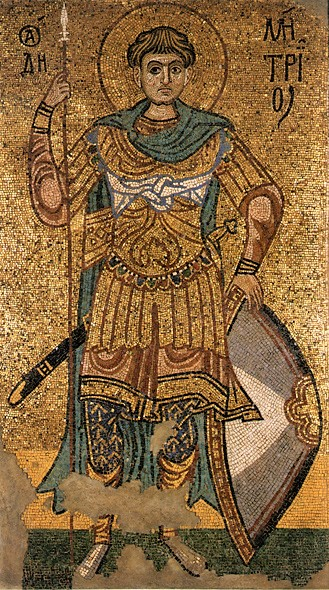
Мозаїка з Св. Дмитрієм Солунським, (колись Михайлівський Золотоверхий собор). Нині в Третьяковській галереї, Москва.

- Комплектування фондів продовжується. Через руйнацію споруд, оригінальних фрагментів будівель залишилось мало. Перш за все, це підмурки собору. Дещо пошкоджені, вони збереглися і доступні для досліджень і зараз під підлогою відновленого собору.

- Родзинкою собору були мозаїки візантійських і місцевих майстрів, створені в 12 столітті. Коштовні прикраси зі смальти мала лише центральна апсида собору в інтер'єрі. За сюжетом вони були подібні до таких же в Софії Київський. Але тут фігура Богородиці Оранти втрачена (в Софії збереглася). Пощастило сцені Євхаристії — причастя Апостолів самим Христом. Центральні фігури Євхаристії належать до шедеврів світового мистецтва. Одну з мозаїк з зображенням святого воїна Дмитра Солунського забрали на виставку до Москви і не повернули до Києва. Нині оригінал мозаїки зберігається в Державній Третьяковській галереї.

- Надзвичайна коштовність створення мозаїк обмежувала їхнє використання. Тому рештки стін собору прикрасили дешевшими та менш трудомісткими фресками. Під сюжетними фресками були створені фрески орнаментального характеру і фрески, що імітують мармурові панелі, яких собор не мав. В часи 2-ї світової війни фрески було вивезено до Німеччини. В післявоєнні роки їх вдалося повернути в тодішній СРСР, але їх передали на збереження не до Києва, а в музей Ермітаж. Саме їх вдалося повернути в Київ.

### Експозиція
Серед експонатів музею:
- Шиферна різьблена плита зі святим воїном-вершником XI ст
- Мідний позолочений горельєф Архістратига Михаїла з чільного фронтону собору — зразок київської школи металопластики XVII—XVIII ст., знайдений в 1956 році на смітєзвалищі неподалік від Київського художнього училища проф. П. Жолтовським.
- Срібні Царські врата 1811 року з головного іконостасу храму.
- Портрети київських митрополитів, українських гетьманів, настоятелів та подвижників монастиря.
- Стародруки та богослужбові видання XVIII та XIX ст.
- Предмети богослужіння: хрести, лампади, підсвічники, курильниці, хоругви, потири, твори іконопису, зразки священичого облачення XVIII—XIX ст.
- Унікальні фотографії демонтажу мозаїк Михайлівського собору, його руйнування та відбудови.

## Туристична інформація
Музей відчинено щоденно, крім понеділка, з 10.00 до 17.00.
Очолює музей бібліограф Наталія Селівачова.

## Галерея

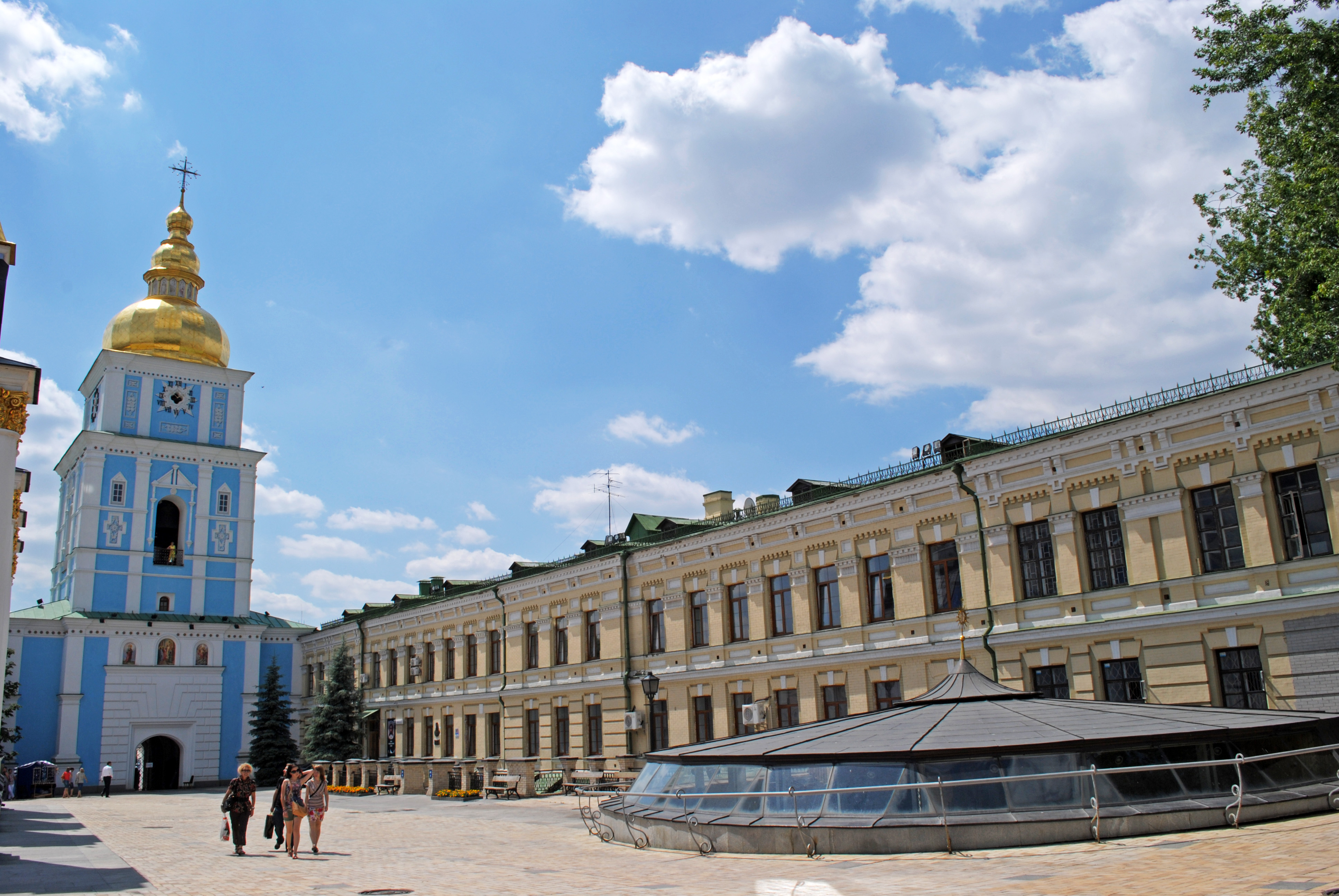
Дзвіниця і Варваринські келії — вигляд з подвір'я
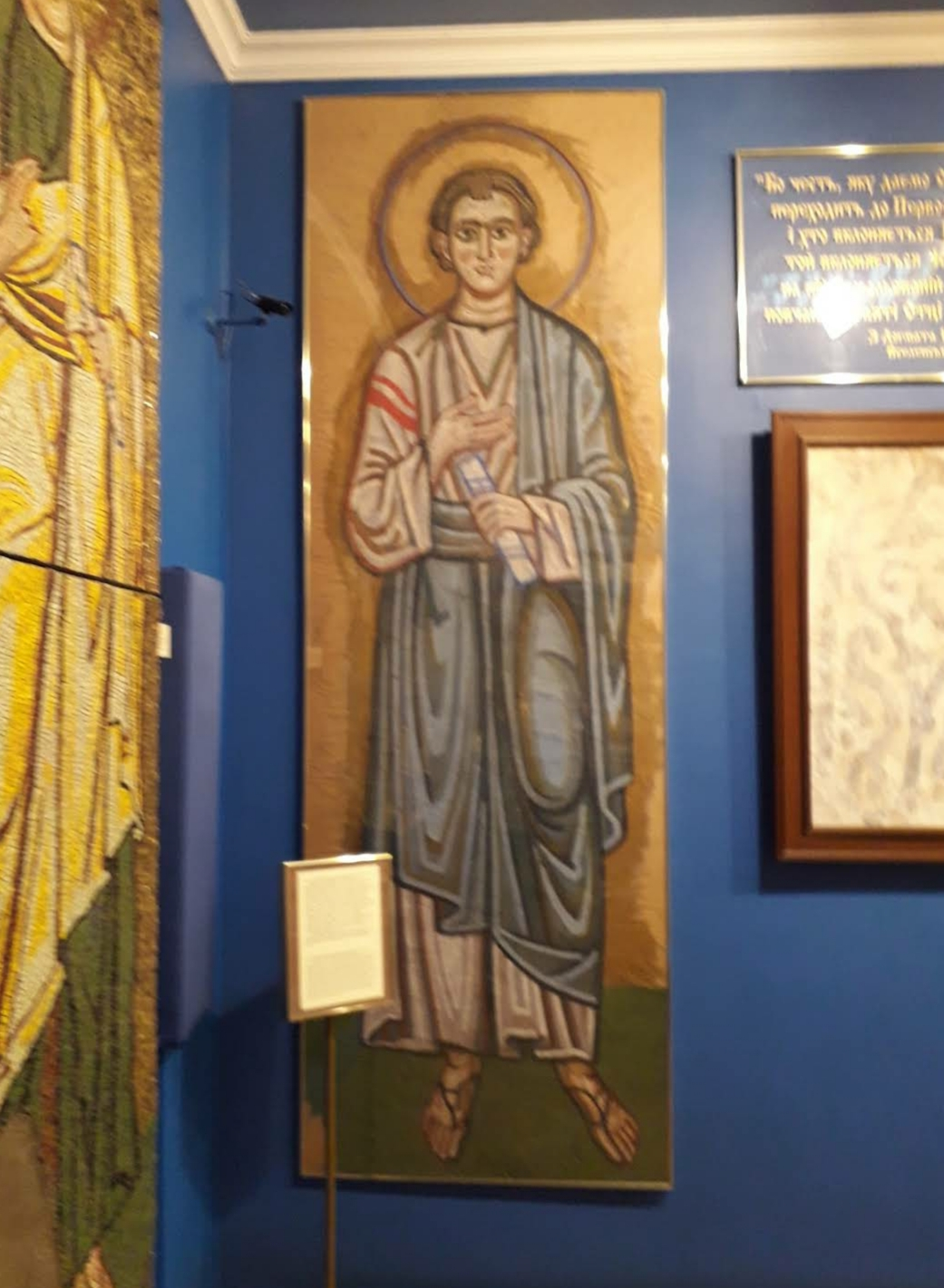
Частина зібрання ікон
Діорама «Давній Київ»
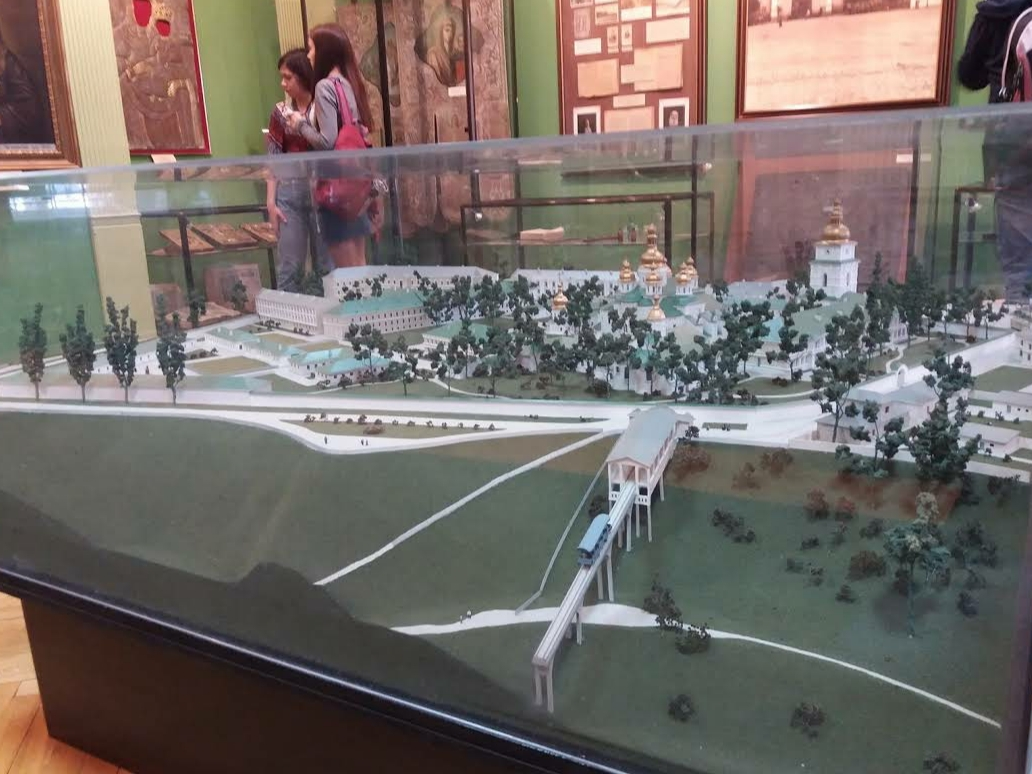
Макет Михайлівського монастиря
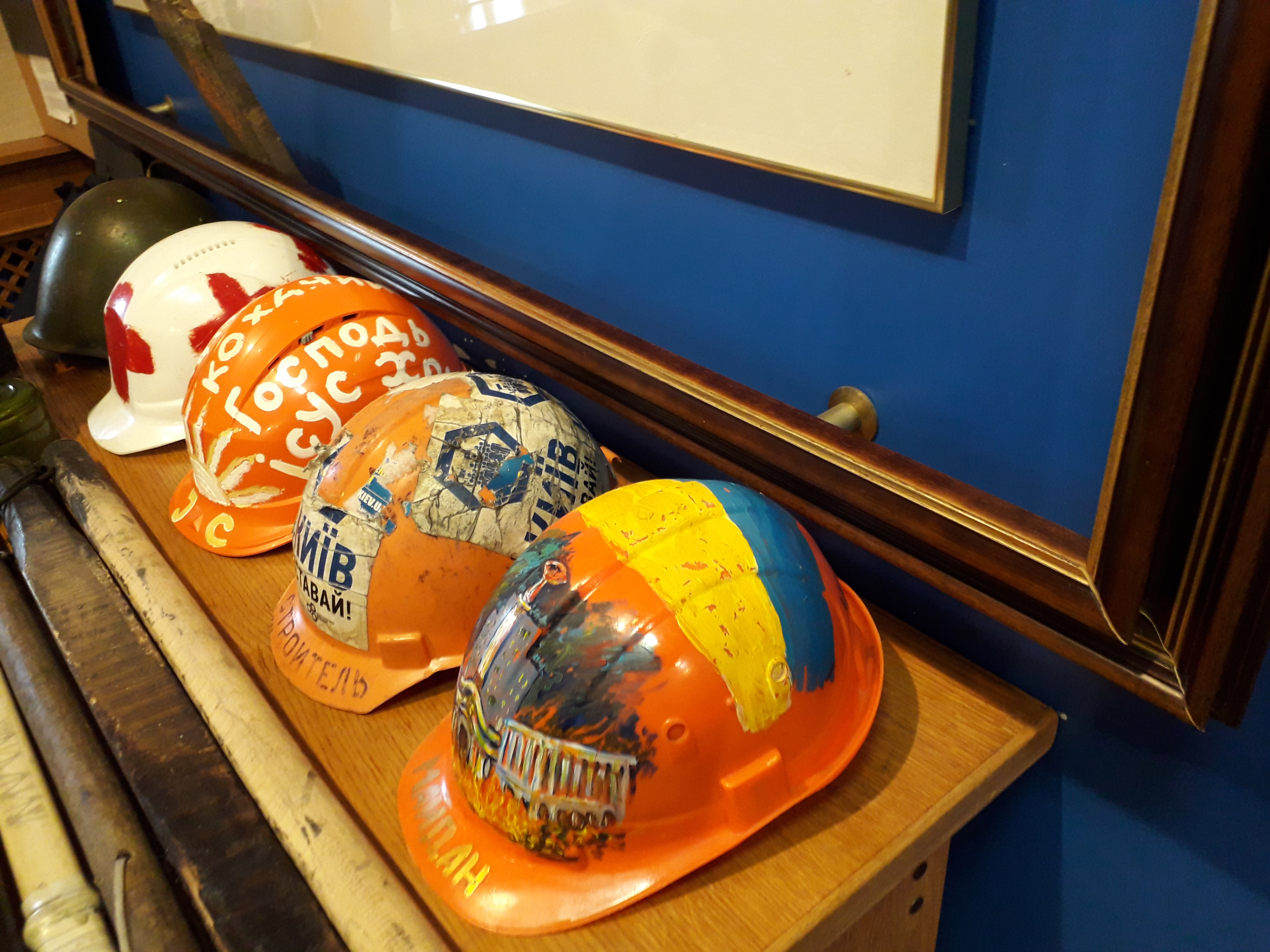
Каски учасників Революції гідності